# Tatuażysta

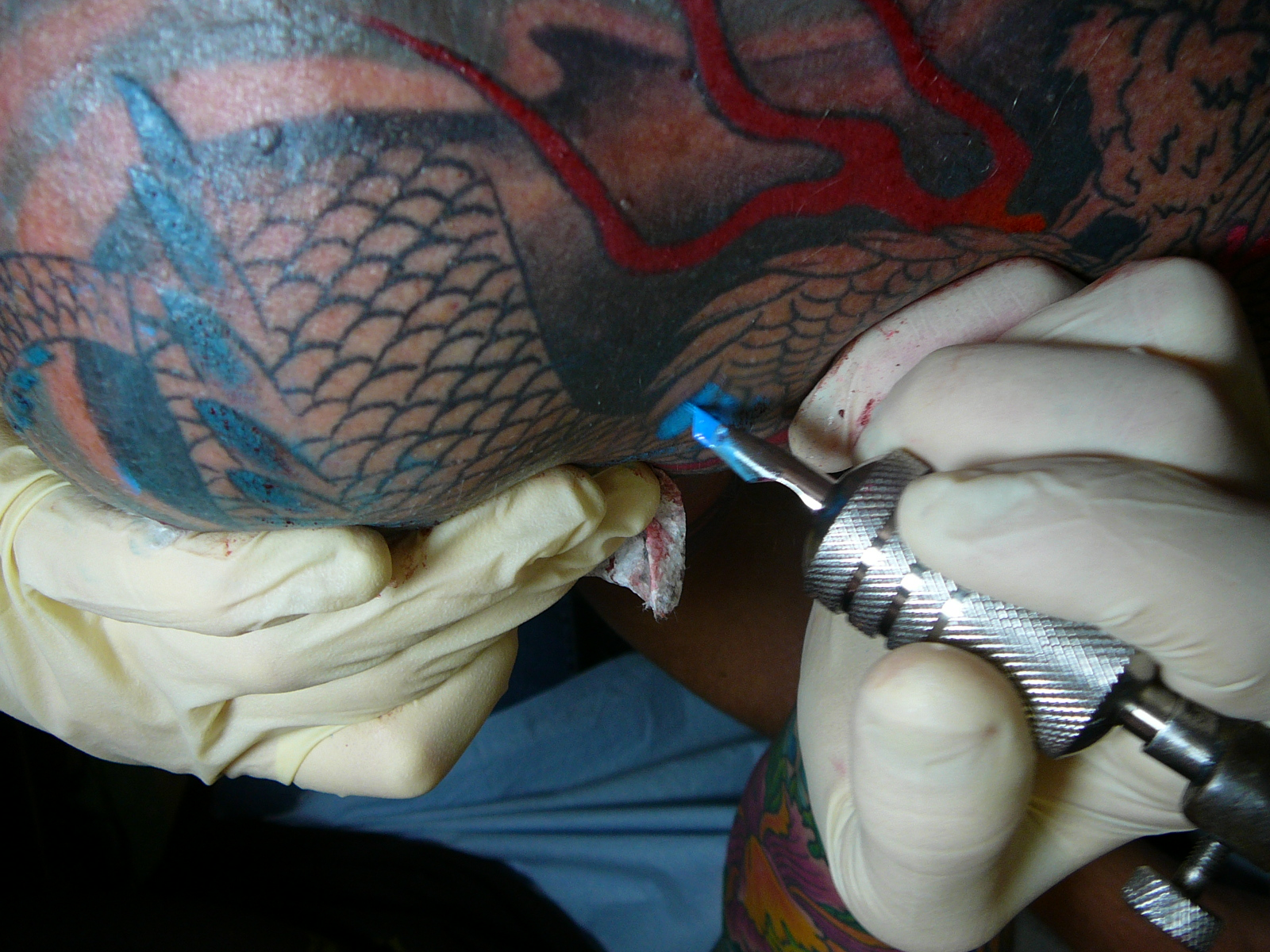
Tatuażysta podczas pracy

Tatuażysta, tatuator – osoba wykonująca tatuaże, zazwyczaj w przeznaczonych do tego miejscach np. studiach tatuażu.
Tatuażyści pobierają naukę zwykle u doświadczonych, utytułowanych artystów. Do wykonywania zawodu nie są konieczne zaświadczenia oraz specjalistyczne kursy. Wyjątek stanowią jedynie Stany Zjednoczone, gdzie w stanach Hawaje oraz Oregon wymagany jest egzamin z zakresu zdrowia oraz bezpieczeństwa podczas tatuowania.